# Цифрони, Дов
Дов Цифрони (род. 17 февраля 1976, Герцлия, Тель-Авивский округ) — израильский шахматист, гроссмейстер (1999).

## Карьера
Несколько раз представлял Израиль на чемпионатах мира и Европы в разных возрастных категориях, показав лучший результат в 1988 году в Тимишоаре, где завоевал бронзовую медаль чемпионата мира по шахматам среди юниоров до 12 лет.
В 2006 году занял 3 место на чемпионате Израиля по шахматам. Трёхкратный участник Клубных кубков Европы в составе «Герцлии».
На мемориале Леонида Слуцкого в 2009 году поделил 1-3 места.

## Спортивные достижения
| Год  | Город           | Турнир                                     | + | = | − | Результат | Место |
| ---- | --------------- | ------------------------------------------ | - | - | - | --------- | ----- |
| 1990 |                 | -й чемпионат Израиля                       |   |   |   | из        |       |
|      |                 | Чемпионат мира среди мальчиков до 14 лет   |   |   |   | из        |       |
| 1992 | Римавска Собота | Чемпионат Европы среди мальчиков до 16 лет |   |   |   | из        |       |
|      | Рамат-Ган       | -й чемпионат Израиля                       | 3 | 1 | 7 | 6½ из 11  | 6-9   |
| 1994 | Ханья           | Чемпионат Европы среди мальчиков до 18 лет | 1 | 2 | 6 | 4 из 9    | 19-23 |
| 1996 | Шиофок          | Чемпионат Европы среди мальчиков до 20 лет | 5 | 3 | 3 | 6½ из 11  | 7-12  |
|      |                 |                                            |   |   |   | из        |       |

## Изменения рейтинга
| Графики недоступны из-за технических проблем. См. информацию на Фабрикаторе и на mediawiki.org. |